# Чемпіонат Туру WTA 1993
Virginia Slims Championships 1993 - жіночий професійний тенісний турнір, що проходив на закритих кортах з килимовим покриттям Медісон-сквер-гарден у Нью-Йорку (США) з 15 до 21 листопада 1996 року. Це був завершальний турнір сезону, в якому моги взяти участь провідні гравчині туру WTA в одиничному й парному розрядах. Перша сіяна Штеффі Граф здобула титул в одиночному розряді й отримала 250 тис. доларів США.

## Фінальна частина

### Одиночний розряд
Штеффі Граф —  Аранча Санчес Вікаріо, 6–1, 6–4, 3–6, 6–1

### Парний розряд
Джиджі Фернандес /  Наталія Звєрєва —  Яна Новотна /  Лариса Савченко-Нейланд, 6–3, 7–5

## Розподіл призових грошей
| Дисципліна       | П        | Ф        | ПФ      | ЧФ      | 1/8     |
| Одиночний розряд | $250,000 | $120,000 | $53,000 | $26,000 | $14,000 |
| Парний розряд    | $90,000  | $46,000  | $25,000 | $13,000 | NA      |

Призові гроші в парному розряді вказано сумарні на пару.